# Garfield 3D: Zvířecí jednotka zasahuje
Garfield 3D: Zvířecí jednotka zasahuje je animovaný film z roku 2009, na motivy postaviček z komiksového stripu Garfield od kreslíře Jima Davise. Film je volným pokračováním předchozího filmu Garfieldův festival humoru z roku 2008.

## Zápletka
Profesor Wally z planety Dorkon (protějšek Wallyho) představuje císaři Jonovi (protějšek Jona Arbuckla) svůj nový vynález – paprskomet Moscram – zařízení napájené krystalem Klopman, které dokáže přeměnit neživé předměty na nová stvoření, pod kontrolou uživatele paprskometu. Císař Jon je ale více zaujat hledáním své budoucí ženy, se kterou by zajistil pokračování císařské linie. Brzy na to však u císařského paláce přistane bitevní vesmírná loď. Císař Jon se tak setká s Vetvix (super zloduška, protějšek doktorky Liz Wilsonové), kterou požádá o ruku. Vetvix s návrhem sňatku souhlasí, ale jen protože chce ukrást paprskomet Moskram, což se jí podaří. Profesor Wally je nucen povolat Zvířecí jednotku: Garzooku (Garfieldův super-protějšek), Odiouse (Odieho super-protějšek), Abnermala (Nermalův super-protějšek) a Starlenu (Arlenin super-protějšek). Vetvix se podaří neutralizovat všechny super hrdiny ze zvířecí jednotky, kromě Garzooky. Profesor Wally Garzookovi pomůže najít ty správné náhradníky pro Odiouse, Abnermala a Starlenu v jiné dimenzi, kam se Garzooka vydá, aby spolu s náhradními pomocníky dokázali přemoct Vetvix a vrátit vše do pořádku.

## Herecké obsazení
- Frank Welker jako Garfield, Garzooka, Vypravěč (a další postavy)
- Gregg Berger jako Odie
- Audery Wasilewski jako Arlene
- Jason Marsden jako Nermal
- Vanessa Marshall jako Vetvix
- Wally Wingert jako Jon Arbuckle
- Fred Tatasciore jako medvěd Billy, Horned Guard
- Greg Eagles jako Eli
- Jennifer Darling jako Betty, Bonita Stegman
- Stephen Stanton jako Králík Randy, Prodavač novin
- Neil Ross jako Wally, Profesor Wally, Charles

Další hlasy ve filmu v původním znění namluvili: Cathy Cavadini, Greg Finley, Jeff Fischer, David Michie, Paige Pollack a Ruth Zalduondo.

## Domácí video
Film Garfield: Zvířecí jednotka zasahuje byl v České republice vydán pouze na nosiči DVD. V elektronické podobě je dostupný přes iTunes Store. Na tomto místě se můžete podívat na trailer filmu a další detaily.